# Metaxycheir
Metaxycheir är ett släkte av mångfotingar. Metaxycheir ingår i familjen Xystodesmidae.
Kladogram enligt Catalogue of Life:
| Metaxycheir | \| \| Metaxycheir pacifica \| \| \| \| \| \| Metaxycheir prolata \| \| \| \| |
|             | \| \| Metaxycheir pacifica \| \| \| \| \| \| Metaxycheir prolata \| \| \| \| |
|             | Metaxycheir pacifica                                                         |
|             |                                                                              |
|             | Metaxycheir prolata                                                          |
|             |                                                                              |